# Argentína zászlaja
Argentína zászlaja Argentína egyik nemzeti jelképe.

## Története
1810 májusában a függetlenségi mozgalom kezdeményezte a világoskék-fehér kokárda használatát. 1812. február 18-án hivatalosan is nemzeti kokárdává nyilvánították, majd kilenc nappal később ezeket a színeket viselő zászlót vezettek be. 
A nappal díszített verzió állami zászlóként és állami illetve hadi felségjelzésként funkcionált; 1985. augusztus 16-tól polgári zászlóként és felségjelzésként is használható.

## Leírása
A világoskék és a fehér szín a tiszta eget és az Andok csúcsait borító havat jelképezi.
A nap, amelyet 1818-ban helyeztek el a zászlón, a Sol de Mayo, azaz a „Májusi nap”, Argentína nemzeti jelképe, annak a napnak az emlékére, amikor megjelent az első napsugár a felhős égen 1810. május 25-én (ekkor zajlott le az első tömegtüntetés a függetlenségért).

## A zászló napja
Argentínában a nemzeti zászló napja (Día de la Bandera Nacional) nemzeti ünnep, amellyel a zászlóra és a zászlót készítő Manuel Belgranora emlékeznek. A zászló napját június 20-án ünneplik, Belgrano 1820-ban bekövetkezett halálának évfordulóján.

## Változatok

Argentína zászlajának változása 1812 óta
1812–1816
1816–1818
1818–1830
1830–1835
1835–1850
1850–1861
Jelenleg